# Good Morning America
Good Morning America (também conhecido como GMA) é um programa de televisão matinal estadunidense transmitido diariamente pela rede televisiva ABC. O programa teve sua estreia em 3 de novembro de 1975, estando em exibição contínua desde então. Em 1993, ganhou sua versão alternativa, exibida aos fins de semana. Semanalmente, o programa vai ao ar de 7:00 às 9:00 da manhã em todo o território dos Estados Unidos.
O GMA, como também é conhecido, é uma mescla de noticiário com talk show, além de apresentar previsões do tempo, relatos e reportagens especiais e alguns segmentos diferenciados, como o Pop News (apresentando vídeos e casos virais do cotidiano americano), o GMA Heat Index (com matérias sobre entretenimento, estilo de vida e cotidiano) e Play of the Day (contendo vídeos selecionados e notícias sobre o meio televisivo). O programa é produzido pela ABC News, uma divisão da ABC, e gravado no Times Square Studios, em Manhattan, Nova Iorque.
Desde 2012, o programa têm sido líder absoluto de audiência em seu horário de exibição. Anteriormente, perdia lugar somente para o Today, exibido pela emissora rival NBC. Atualmente, é apresentado por uma ampla equipe de jornalistas e apresentadores, incluindo: Robin Roberts, George Stephanopoulos, Lara Spencer e Michael Strahan, juntamente com a diretora de jornalismo Amy Robach e Ginger Zee.